# تشرماکوویتسه
تشرماکوویتسه (به چکی: Čermákovice) یک منطقهٔ مسکونی در جمهوری چک است که در ناحیه زنویمو واقع شده‌است. تشرماکوویتسه ۵٫۳۳ کیلومتر مربع مساحت و ۹۵ نفر جمعیت دارد و ۳۶۱ متر بالاتر از سطح دریا واقع شده‌است.